# Coleocentrus exareolatus
Coleocentrus exareolatus är en stekelart som beskrevs av Joseph Kriechbaumer 1894. Coleocentrus exareolatus ingår i släktet Coleocentrus och familjen brokparasitsteklar. Enligt den finländska rödlistan är arten nationellt utdöd i Finland. Artens livsmiljö är moskogar. Inga underarter finns listade i Catalogue of Life.